# 사라진 시간
《사라진 시간》은 2020년 6월 18일에 개봉한 대한민국의 미스터리 영화이다. 조진웅, 차수연이 출연하며, 《왕의 남자》, 《7번방의 선물》 등에 출연했던 정진영 감독의 연출작이다.

## 캐스팅
- 조진웅 : 박형구 역
- 배수빈 : 김수혁 역
- 차수연 : 윤이영 역
- 이선빈 : 초희 역
- 정해균 : 정해균 역
- 신동미 : 전지현(미경) 역
- 장원영 : 두희 역
- 노강민 : 정진규 역
- 신강균 : 수돌노인 역
- 이장원 : 원장 역
- 박성근 : 교장 역
- 박두식 : 조 형사 역
- 최교식 : 교식 (마을사람1) 역
- 류다무현 : 다무현 (마을사람2) 역
- 명도진 : 도진 (마을사람3) 역
- 염재욱 : 재욱 (마을사람4) 역
- 차선희 : 뜨개질 아주머니 역
- 최광기 : 옆집 아줌마 역
- 조영애 : 행정직원 역
- 오주석 : 재철 역
- 고혜란 : 은자 역
- 박민희 : 애 업은 아줌마 역
- 박경관 : 소방대원 역
- 김윤성 : 수혁친구 1 역
- 김재영 : 수혁친구 2 역
- 유준아 : 수혁친구1 아내 역
- 한나라 : 수혁친구2 아내 역
- 우민준 : 수혁친구 아이 1 역
- 김민준 : 수혁친구 아이 2 역
- 박연수 : 수혁친구 아이 3 역
- 이예원 : 애업은 아줌마 아이 역
- 리티 : 진규 엄마 역
- 이지후 : 박주영 역
- 이준후 : 박지성 역
- 소재연 : 아기때 진규 역
- 이육현 : 마을사람들 역
- 윤영섭 : 마을사람들 역
- 김동환 : 마을사람들 역
- 박복만 : 마을사람들 역
- 김선호 : 마을사람들 역
- 이영희 : 마을사람들 역
- 김귀례 : 마을사람들 역
- 고덕순 : 마을사람들 역
- 이재현 : 마을사람들 역
- 김건 : 진규 반 아이들 역
- 정진우 : 진규 반 아이들 역
- 이도형 : 진규 반 아이들 역
- 왕현영 : 진규 반 아이들 역
- 이지호 : 진규 반 아이들 역
- 조준호 : 진규 반 아이들 역
- 박시은 : 진규 반 아이들 역
- 김다연 : 진규 반 아이들 역
- 김유진 : 형구 아파트 할아버지 역 (특별출연)

## 수상 및 후보
| 연도 | 시상식                      | 부문                               | 후보        | 결과 | 참고  |
| ---- | --------------------------- | ---------------------------------- | ----------- | ---- | ----- |
| 2020 | 제24회 판타지아 국제 영화제 | 슈발 누아르 부문 작품상            | 사라진 시간 | 후보 |       |
| 2020 | 제24회 판타지아 국제 영화제 | 슈발 누아르 부문 심사위원 특별언급 | 조진웅      | 수상 |       |
| 2020 | 제24회 판타지아 국제 영화제 | 뉴 플레쉬 부문 심사위원 특별언급   | 정진영      | 수상 |       |
| 2020 | 제29회 부일영화상           | 신인감독상                         | 정진영      | 후보 |       |
| 2020 | 제21회 부산영화평론가협회상 | 남자연기자상                       | 조진웅      | 수상 |       |
| 2020 | 제21회 부산영화평론가협회상 | 신인감독상                         | 정진영      | 수상 |       |
| 2020 | 씨네21 영화상               | 올해의 한국영화                    | 사라진 시간 | 4위  |       |
| 2020 | 씨네21 영화상               | 올해의 감독                        | 정진영      | 수상 |       |
| 2021 | 제41회 청룡영화상           | 신인감독상                         | 정진영      | 후보 |       |
| 2021 | 제36회 이매진 영화제        | 블랙 튤립 상                       | 사라진 시간 | 후보 | [ 1 ] |
| 2021 | 제57회 백상예술대상         | 영화부문 남자최우수연기상          | 조진웅      | 후보 |       |
| 2021 | 제19회 피렌체 한국 영화제   | 오리종티 코리아니                  | 사라진 시간 | 후보 | [ 2 ] |
| 2021 | 제8회 들꽃영화상            | 극영화 감독상                      | 정진영      | 후보 |       |
| 2021 | 제8회 들꽃영화상            | 극영화 신인감독상                  | 정진영      | 수상 |       |
| 2021 | 제8회 들꽃영화상            | 시나리오상                         | 정진영      | 후보 |       |
| 2021 | 제8회 들꽃영화상            | 남우주연상                         | 조진웅      | 후보 |       |

## 같이 보기
- 2020년 대한민국의 영화 목록